# Rhyacophila kimminsiana
Rhyacophila kimminsiana là một loài Trichoptera trong họ Rhyacophilidae. Chúng phân bố ở miền Cổ bắc.